# Birkach (Windelsbach)
Birkach ist ein Gemeindeteil der Gemeinde Windelsbach im Landkreis Ansbach (Mittelfranken, Bayern). Birkach liegt in der Gemarkung Preuntsfelden.

## Geographie
Östlich des Weilers liegt der Rote Buck, 0,5 km südwestlich liegt das Brandholz, dahinter befindet sich ein Naturschutzgebiet. Südlich des Ortes fließt der Buckgraben, ein rechter Zufluss der Altmühl. Eine Gemeindeverbindungsstraße führt zur Kreisstraße AN 7 (0,9 km südwestlich) bzw. zu einer Gemeindeverbindungsstraße (0,8 km nördlich), die nach Preuntsfelden (0,5 km östlich) bzw. ebenfalls zur AN 7 bei Hornau führt (1 km westlich).

## Geschichte
Im 16-Punkte-Bericht des brandenburg-ansbachischen Oberamts Colmberg aus dem Jahr 1681 wurden für Birkach 7 Mannschaften verzeichnet: 1 Anwesen unterstand dem Kastenamt Colmberg, 1 Anwesen dem Hofrat Schütz zu Ansbach, 1 Anwesen der Deutschordenskommende Virnsberg und 4 Anwesen der Reichsstadt Nürnberg. Das Hochgericht übte das brandenburg-bayreuthische Schultheißenamt Markt Bergel aus.
Gegen Ende des 18. Jahrhunderts gab es in Birkach 9 Anwesen. Das Hochgericht übte weiterhin das Schultheißenamt Markt Bergel aus. Die Dorf- und Gemeindeherrschaft hatte die Reichsstadt Rothenburg inne. Grundherren waren das Kastenamt Colmberg (1 Hof), das brandenburg-bayreuthische Kastenamt Ipsheim (1 Gut) und die Reichsstadt Rothenburg (Reichsstadt Rothenburg direkt: 1 Häckersgut; Klosteramtsverwaltung Rothenburg: 2 Häckersgüter; Spital Rothenburg: 2 Halbhöflein; Pfarrstiftung Windelsbach: 1 Halbhof; Senator Birkauer: 1 Hof). Von 1797 bis 1810 unterstand der Ort dem Justizamt Külsheim und Kammeramt Ipsheim.
Im Rahmen des Gemeindeedikts wurde Birkach dem 1811 gebildeten Steuerdistrikt Bergel und der 1817 gebildeten Munizipalgemeinde Bergel zugeordnet. Mit dem Zweiten Gemeindeedikt (1818) wurde es in die neu gebildete Ruralgemeinde Preuntsfelden umgemeindet.
Am 1. Januar 1972 wurde Birkach im Rahmen der Gebietsreform in Bayern nach Windelsbach eingegliedert.

## Einwohnerentwicklung
| Jahr      | 001818 | 001840 | 001861 | 001871 | 001885 | 001900 | 001925 | 001950 | 001961 | 001970 | 001987 | 002011 | 002016 |
| Einwohner | 54     | 50     | 56     | 53     | 51     | 46     | 47     | 48     | 38     | 42     | 44     | 26     | 26     |
| Häuser    | 9      | 10     |        |        | 11     | 10     | 8      | 9      | 8      |        | 8      |        |        |
| Quelle    | [ 10 ] | [ 11 ] | [ 12 ] | [ 13 ] | [ 14 ] | [ 15 ] | [ 16 ] | [ 17 ] | [ 18 ] | [ 19 ] | [ 20 ] |        | [ 1 ]  |

## Religion
Der Ort ist seit der Reformation evangelisch-lutherisch geprägt und war ursprünglich nach St. Nikolaus (Stettberg) gepfarrt, seit der zweiten Hälfte des 19. Jahrhunderts ist die Pfarrei St. Martin (Windelsbach) zuständig. Die Einwohner römisch-katholischer Konfession sind nach St. Johannis (Rothenburg ob der Tauber) gepfarrt.